# Krampfkolik
Die Krampfkolik ist eine Sonderform der Kolik beim Pferd.

## Ursachen
Krämpfe können entstehen durch Überanstrengung, feuchte Kälte von unten, Wetterwechsel, großer Aufregung, schlecht zerkautes Futter durch Zahnprobleme, Fütterungsfehler, starken Wurmbefall, veränderter Darmlage, bei jungen Tieren häufig auch verbunden mit Stress, häufige Aufnahme von Sand oder aber auch durch Fressen giftiger Pflanzen. 
Leicht können sich hieraus weitere Komplikationen, wie z. B. Darmverschluss durch Verdrehung oder Anschoppung entwickeln.

## Symptome
Häufige Symptome sind Unruhe, Hufescharren, Aufstampfen mit den Hinter- oder Vorderhufen, Flehmen, der Kopf wird häufig zum Bauch gedreht, Futterverweigerung und Schlagen mit dem Hinterhufen nach dem Bauch. Die äußerst schmerzhaften Darmkrämpfe können sich auch als Kolikattacken darstellen mit Verkrampfung des ganzen Körpers, Hinwerfen auf den Boden und Wälzen.
Je nach Ursache extrem laute Darmgeräusche oder aber das Gegenteil. Typisch bei dieser Form der Kolik sind die häufigen Darmgeräusche, die meistens auch ohne Stethoskop zu hören sind.

## Sofortmaßnahmen und Behandlung
Jede Kolik sollte unverzüglich einem Tierarzt vorgestellt werden, der andere Ursachen bzw. Formen ausschließen kann. 
Eindecken und Bewegen durch Führen des Tieres sind einfache Sofortmaßnahmen. Der Tierarzt wird krampflösende Medikamente  verabreichen. Bei Anzeichen einer Störung des Herz-Kreislaufsystems sind weitere Maßnahmen notwendig. 

## Vorbeugung
Prophylaktisch sind regelmäßiges Entwurmen, jährliche Zahnkontrolle, Stressvermeidung sowie eine artgerechte Haltung und Fütterung. Bei Weidegang ist eine zusätzliche Mineralstoffaufnahme empfehlenswert. 
Bei Futtergabe sollte das Pferd anfänglich beim Fressen beobachtet werden. 